# Frank Gerstle
Francis M. Gerstle (n. 27 septembrie 1915, New York – d. 23 februarie 1970, Santa Monica, California) este un actor american.

## Filmografie (selecție)
- Killers from Space (1954)
- The Neanderthal Man (1953)
- Monstrosity (film) (1963)